# György Ránki (Komponist)

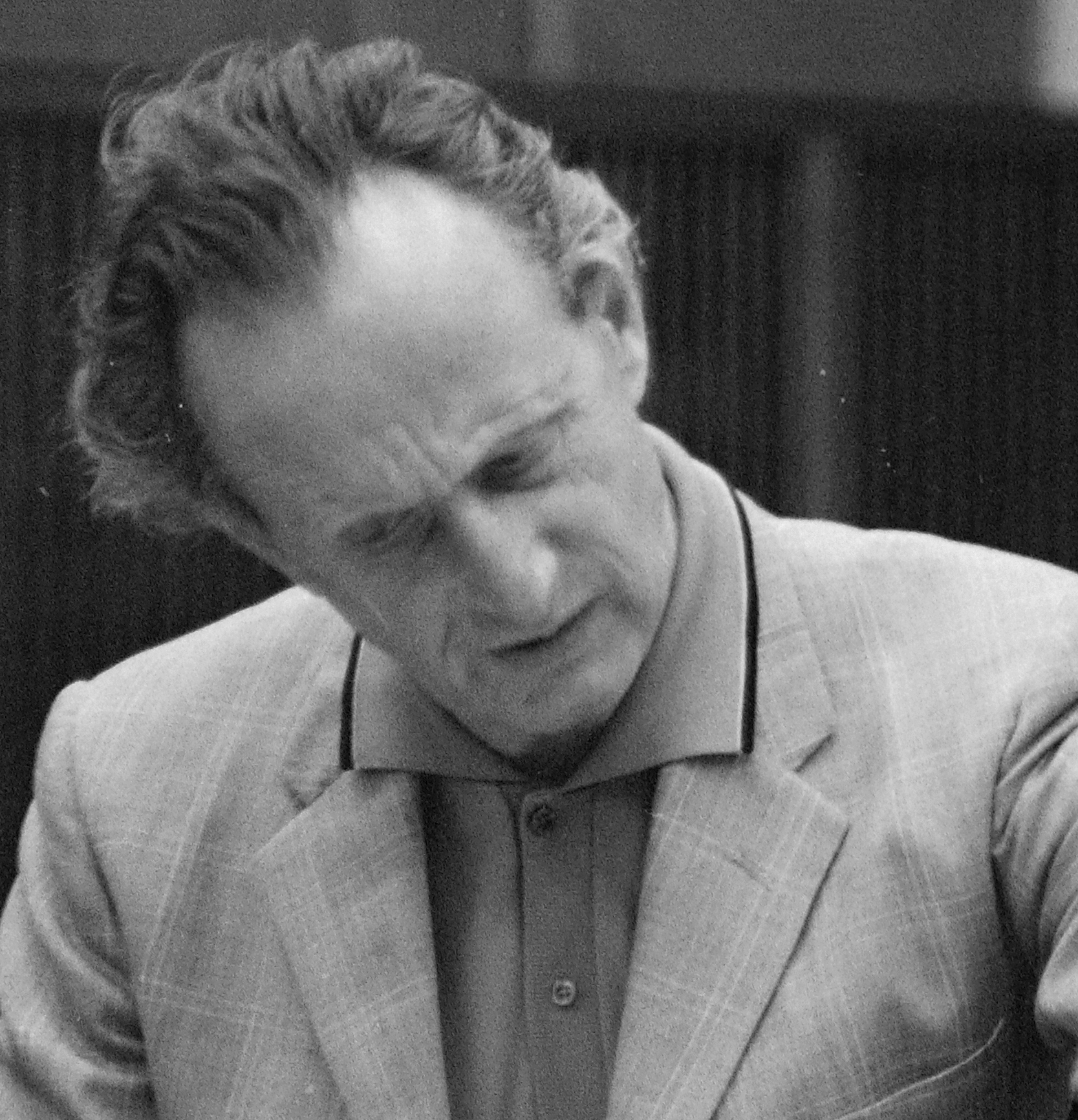
György Ránki (1968)

György Ránki [ˈɟørɟ ˈraːŋki] (* 30. Oktober 1907 in Budapest; † 22. Mai 1992 ebenda) war ein ungarischer Komponist.
Ránki studierte von 1926 bis 1930 an der Musikakademie Budapest bei Zoltán Kodály und lebte dann als freier Komponist in seiner Heimatstadt.
Neben etwa sechzig Filmmusiken und dreißig Schauspielmusiken komponierte Ránki sieben Bühnenwerke, ein Präludium für Orchester, die Fantasie 1514 für Klavier und Orchester, kammermusikalische Werke, Kantaten und ein Klagelied zur Erinnerung an Kodály. Aufgeführt wird auch „Don Quijote y Dulcinea für Oboe und Cembalo“, auch in der Fassung für Oboe und Orchester.
1953 kam seine Märchenoper „Pomádé király új ruhája“ („König Pomades neue Kleider“ nach: Hans Christian Andersen, Des Kaisers neue Kleider) in Budapest heraus. Ránki vertonte auch Imre Madáchs Epos „Az ember tragédiája“ (Die Tragödie des Menschen) zu einer Oper, die 1970 im Budapester Opernhaus uraufgeführt wurde.
Ránki erhielt 1954 den Kossuth-Preis.